# Westley Gough
Pour les articles homonymes, voir Gough.
Westley Gough (né le 4 mai 1988) est un coureur cycliste néo-zélandais. Spécialiste de la poursuite, il participe au tournoi de poursuite par équipes des Jeux olympiques de 2008 avec l'équipe de Nouvelle-Zélande. Il est remplacé par Hayden Roulston lors du match pour la médaille de bronze, remporté par les Néo-Zélandais. Le Comité international olympique lui attribue cependant une médaille de bronze. Il obtient trois nouvelles médailles de bronze lors des championnats du monde de poursuite par équipes en 2009, 2010 et 2012.

## Biographie
Westley  Gough est le cousin de Regan Gough, également cycliste.

## Palmarès sur piste

### Jeux olympiques
- Pékin 2008
  -  Médaillé de bronze de la poursuite par équipes
- Londres 2012
  -   Médaillé de bronze de la poursuite par équipes

### Championnats du monde
- Pruszków 2009
  -  Médaillé de bronze de la poursuite par équipes (avec Marc Ryan, Peter Latham, Jesse Sergent)
- Ballerup 2010
  -  Médaillé de bronze de la poursuite par équipes (avec Sam Bewley, Peter Latham, Jesse Sergent)
- Melbourne 2012
  -  Médaillé de bronze de la poursuite par équipes
  -  Médaillé de bronze de la poursuite individuelle

### Championnats du monde juniors
- Vienne 2005
  -  Champion du monde de poursuite par équipes juniors (avec Sam Bewley, Jesse Sergent et Darren Shea)
- Gand 2006
  -  Médaillé d'argent de la poursuite juniors
  -  Médaillé d'argent de la poursuite par équipes juniors

### Coupe du monde
- 2007-2008
  - 2e de la poursuite par équipes à Sydney
  - 2e de la poursuite par équipes à Pékin
- 2010-2011
  - 1er de la poursuite par équipes à Cali (avec Sam Bewley, Marc Ryan et Jesse Sergent)
  - 2e de la poursuite par équipes à Manchester
- 2014-2015
  - 2e de la poursuite par équipes à Londres
  - 2e de l'américaine à Londres

### Jeux du Commonwealth
- New Delhi 2010
  -  Médaillé d'argent de la poursuite par équipes (avec Sam Bewley, Marc Ryan et Jesse Sergent)

### Championnats d'Océanie
- Invercargill 2007
  -  Médaillé d'argent de la poursuite par équipes
  -  Médaillé de bronze de l'américaine
- 2011
  -  Médaillé d'argent de l'omnium
  -  Médaillé de bronze de la poursuite par équipes
  -  Médaillé de bronze du scratch
- Adélaïde 2014
  -  Médaillé de bronze de la poursuite

### Jeux d'Océanie
- 2005
  -  Médaillé d'argent de la poursuite juniors

### Championnats nationaux
- Champion de Nouvelle-Zélande de scratch juniors : 2006
- Champion de Nouvelle-Zélande du kilomètre juniors : 2006
- Champion de Nouvelle-Zélande de l'omnium : 2010

## Palmarès sur route

### Par années
- 2003
  - 2e du championnat de Nouvelle-Zélande du contre-la-montre cadets
- 2004
  -  Champion de Nouvelle-Zélande sur route cadets
  -  Champion de Nouvelle-Zélande du contre-la-montre cadets
- 2006
  - 3e du championnat de Nouvelle-Zélande du contre-la-montre juniors
- 2008
  -  Champion de Nouvelle-Zélande du critérium
  - 1re étape du Tour of Southland (contre-la-montre par équipes)
  - 2e du championnat de Nouvelle-Zélande du contre-la-montre espoirs
  - 2e du championnat de Nouvelle-Zélande sur route espoirs
- 2009
  - 2e du Chrono champenois
- 2010
  - 2e du championnat de Nouvelle-Zélande du contre-la-montre espoirs
- 2011
  -  Champion de Nouvelle-Zélande du contre-la-montre
  - 5e étape du Tour de Wellington
- 2012
  - Prologue du Tour des Pays de Savoie
- 2013
  - 3e du championnat de Nouvelle-Zélande du contre-la-montre

### Classements mondiaux
| Année            | 2009 | 2010 | 2011 | 2012 | 2013 | 2014 |
| ---------------- | ---- | ---- | ---- | ---- | ---- | ---- |
| UCI America Tour |      |      | 385e |      |      |      |
| UCI Europe Tour  | 486e |      |      | 760e |      |      |
| UCI Oceania Tour | 68e  |      | 24e  |      | 36e  | 41e  |